# Коломенский рабочий
Бронепоезд «Коломенский рабочий» — один из двух бронепоездов (изделие (второе «Уничтожим врага!»), построенных на Коломенском заводе во время Великой Отечественной войны осенью 1941 года, и подразделение 55-го отдельного дивизиона бронепоездов Главного автобронетанкового управления Красной Армии, позже БТиМВ РККА.
Командир бронепоезда — Пётр Залманович Горелик, комиссар бронепоезда — А. Е. Казенкин и политрук — А. Н. Хасаинов. Экипаж поезда состоял из добровольцев-рабочих Коломенского завода.

## История
Во время изготовления бронепоезда (бп) две четырехосные платформы были оснащены вооружением и облицованы бронёй. После окончательной сборки бронеплощадок городской комитет обороны принял новое решение. В нём указывалось на необходимость постройки броневых вагонов и площадок, которые войдут в состав бронепоезда под наименованием «Коломенский рабочий». В депо Голутвин был взят для этой цели паровоз серии ОВ, который был отремонтирован рабочими Коломенского завода под руководством мастера К. К. Шлыкова. На бронеплощадках были размещены орудия калибра 152 мм.
Состав бронепоезда - бронепаровоз Ок N 105 (броня незакаленная 20 мм, тендер 10 мм, будка машиниста 23 мм), 2 артиллерийские бронеплощадки N 843, 844 (броня незакаленная 29+6 мм, башни 10+13 мм, вооружение по 2 152 мм гаубицы Виккерса и 3 пулемета ДТ) и 4-хосная площадка ПВО N 867 (броня незакаленная 29+6 мм, вооружена одной 37-мм и одной 25-мм автоматическими зенитными пушками и 3 пулеметами ДТ).
В январе 1942 года бронепоезд отправился на фронт. Сначала прибыли в Москву, боевая машина встала на запасных путях Московской кольцевой железной дороги, далее проследовали на базовую станцию, которой была определена станция Чернь, на которой дислоцировалось одновременно четыре дивизиона броневых поездов (днбп) — 10-й, 31-й, 38-й и 55-й, которые бункеровали паровозы, пополняли запасы материальных средств, проводили занятия с личным составом, то есть готовились к боевым действиям. А «Коломенский рабочий» входил в 55-й дивизион вместе с бронепоездом Подольский рабочий, прикрывая участок Мценск — Тула, к югу от Москвы — в районе реки Зуша.
На основании директивы начальника ГАБТУ КА № 701624 от 19 марта 1942 г. 55-й одбп убыл в распоряжение 3-й армии Брянского фронта, где вошел в оперативное подчинение начальника артиллерии 240-й стрелковой дивизии под городом Мценск. Дислокацией дивизиона стала станция Чернь. 26 апреля 1942 года 55-й одбп получил задачу по подавлению ДЗОТов противника в районе высот 208.0 и 214,6, после чего должен был перенести огонь вглубь немецкой обороны и сосредоточить его по дорогам, ведущим к Мценску. В 5.00 27 апреля оба бронепоезда стали на огневые позиции и в районе станции Бастыево открыли огонь: «Выполняя поставленную задачу, и к 11.30 подавив 30 ДЗОТ и 2 батареи, бронепоезда получили приказ в порядке очередности отойти для пополнения боеприпасами. После этого они получили приказ перенести огонь на станцию Мценск и дороги, ведущие к городу с запада. И эту поставленную задачу дивизион выполнил успешно. В 13.20 на бронепоезда напала вражеская авиация в количестве 7 самолетов и бомбежкой вывела из строя одну бронеплощадку бепо № 2 и одну бепо № 1. Отразив атаку авиации бронепоезда отошли в район Бастыево, оставив на линии боя 2 поврежденных площадки и одну не поврежденную, отрезанную разорванным путем. Были приняты срочные меры к исправлению пути и выводу бронеплощадок, и к 7.00 2 мая 1942 г. вся матчасть была выведена и доставлена в Скуратове. В результате боя дивизион потерял 27 человек - 14 убитых и 13 раненых. Следует сделать вывод, что вследствие отсутствия прикрытия действий бронепоездов авиацией и продолжавшееся в течение 9 часов их пребывание на линии боя, немецкая авиация имела возможность атаковать их. Орудия, установленные на площадках бронепоездов как № 1, так и № 2 по конструкциям старые, достаточно изношенные до войны, поэтому в результате длительного боя частью вышли из строя, и требуют капитального ремонта. Во время боя израсходовано: 152-мм выстрелов - 800, 76-мм - 919, 37 мм - 195, 25-мм — 350». В результате, дивизион отправил на ремонт в Коломну две бронеплощадки и бронепаровоз (от бепо № 2, также получил повреждения в ходе боя), откуда они прибыли 7 июля 1942 г. (вместо разбитой тяжелой площадки изготовили новую). После ремонта поезд снова был отправлен на выполнение боевых заданий в район Тула — Мценск. С 27 апреля 1942 по июль 1943 года 55-й одбп активных боевых действий не вел, охраняя станции Чернь, Выползово и Скуратов от атак с воздуха. За это время по данным штаба дивизиона бепо сбили и подбили 6 немецких самолетов. На основании распоряжения начальника ГБТУ КА № 110942(1 от 5 декабря 1942 года бронепоезда получили новые номера: № I - № 664, № 2 «Коломенский рабочий» -№ 698.
Бронепоезд прошёл всю войну, участвуя в боях под Тулой, военной операции под Орлом, форсировании Днепра и переправе через Друть, Висло-Одерской, Берлинской и других операциях.
Победу бронепоезд встретил на побережье Балтийского моря севернее Берлина.

## Ссылка и литература
- П.Горелик «ВСЁ НАЧИНАЛОСЬ С БРОНЕПОЕЗДА».
- Бронепоезда в бою 1941-1945. «Стальные крепости» Красной Армии. Максим Коломиец. - М.: Стратегия КМ: Яуза: Эксмо, 2010 . - 160 с.
- 55-й отдельный дивизион бронепоездов